# Курлович, Александр Николаевич
Александр Николаевич Курлович (бел. Аляксандр Мікалаевіч Курловіч; 28 июля 1961, Гродно — 6 апреля 2018, там же) — советский и белорусский тяжелоатлет, заслуженный мастер спорта СССР (1987), заслуженный работник физической культуры и спорта Республики Беларусь (1992).

## Биография
Занялся тяжёлой атлетикой под влиянием старшего брата (1970). Тренировался у Геннадия Александровича Качкова, быстро прогрессировал. Затем перешёл к Петру Ивановичу Савицкому.
Дебютировал на Спартакиаде народов СССР (1983), где победил Анатолия Писаренко, установив новый мировой рекорд в двоеборье — 460 кг.
После распада СССР выступал за Беларусь.
Участник трёх Олимпиад. На последней Олимпиаде (Атланта, 1996) выступал с полученной накануне травмой и занял только пятое место.
Окончил Гродненский государственный университет (1983).
После завершения выступлений работал судьёй. Был избран в члены Совета Республики Национального собрания.
Член исполнительного совета EWF.
На 57-м году жизни скончался в родном Гродно от острой сердечной недостаточности. Врачи «скорой помощи» не успели спасти перенёсшего сердечный приступ обладателя 12 мировых рекордов. Похоронен на аллее почётных захоронений центрального городского кладбища Гродно на проспекте Космонавтов.

## Достижения
Выступал в супертяжёлой весовой категории:
- Двукратный олимпийский чемпион (1988 и 1992);
- Четырёхкратный чемпион мира (1987, 1989, 1991, 1994);
- Вице-чемпион мира (1983; показал равный результат с победителем чемпионата Анатолием Писаренко — по 450 кг в сумме);
- Двукратный чемпион Европы (1989, 1990);
- Вице-чемпион Европы (1983; на равных с победителем чемпионата А. Писаренко);
- Трёхкратный чемпион СССР (1983, 1989, 1991);
- Победитель Кубка мира (1994).

Установил 12 мировых рекордов и 5 рекордов СССР.

## Награды и звания
- Награждён орденом «Знак Почёта».
- Почётный гражданин города Гродно[9].

## Память
Именем Александра Курловича в Гродно назван проспект в микрорайоне «Грандичи».